# Osówka (gromada w powiecie lipskim)
Osówka – dawna gromada, czyli najmniejsza jednostka podziału terytorialnego Polskiej Rzeczypospolitej Ludowej w latach 1954–1972.
Gromady, z gromadzkimi radami narodowymi (GRN) jako organami władzy najniższego stopnia na wsi, funkcjonowały od reformy reorganizującej administrację wiejską przeprowadzonej jesienią 1954 do momentu ich zniesienia z dniem 1 stycznia 1973, tym samym wypierając organizację gminną w latach 1954–1972.
Gromadę Osówka siedzibą GRN w Osówce utworzono – jako jedną z 8759 gromad na obszarze Polski – w powiecie iłżeckim w woj. kieleckim, na mocy uchwały nr 13k/54 WRN w Kielcach z dnia 29 września 1954. W skład jednostki wszedł obszar dotychczasowej gromady Osówka ze zniesionej gminy Pętkowice oraz przysiółek Przymiarki z dotychczasowej gromady Czekarzowice II ze zniesionej gminy Tarłów w tymże powiecie. Dla gromady ustalono 11 członków gromadzkiej rady narodowej.
1 stycznia 1956 gromada weszła w skład nowo utworzonego powiatu lipskiego w tymże województwie.
31 grudnia 1961 do gromady Osówka przyłączono wieś Hieronimów i kolonię Piasków z gromady Sienno w tymże powiecie oraz wsie Długowola I, Długowola II, Józefów i Leopoldów oraz kolonie Konstantynów, Piotrowszczyzna i Władysławów ze zniesionej gromady Długowola w tymże powiecie.
1 stycznia 1969 do gromady Osówka przyłączono wieś Nowa Wieś z gromady Sienno w tymże powiecie.
Gromada przetrwała do końca 1972 roku, czyli do kolejnej reformy gminnej.